# Değirmitaş, Gevaş
Değirmitaş là một xã thuộc thành phố Gevaş, tỉnh Van, Thổ Nhĩ Kỳ. Dân số thời điểm năm 2011 là 514 người.